# بزرگراه شهید استوار
بزرگراه شهید استوار یکی از بزرگراه‌های شرق شیراز می‌باشد. این بزرگراه از تقاطع بلوار آیت الله خامنه ای و بلوار ولایت شروع شده و پس از گذر از بلوار ولایت، بلوار اتحاد، بلوار تخت جمشید و رودخانه خشک در بلوار نصر ختم می‌شود. فاز اول و سوم این پروژه به ترتیب حد فاصل از تقاطع بلوار آیت الله خامنه ای و بلوار ولایت شروع و حد فاصل بلوار اتحاد و بلوار تخت جمشید توسط شهرداری شیراز اجرا شده‌است. این بزرگراه توسط مسئولان شهری شیراز در ۲۲ بهمن ۱۴۰۲ به‌صورت کامل افتتاح شد.

## مشکلات تملک
زمین‌های کشاورزی زیادی در مسیر این پروژه است که باعث شده مشکلات تملک این زمین‌ها بزرگ‌ترین سد در راه پیشرفت این پروژه شود.

## تقاطع‌های غیر همسطح
این پروژه شامل سه تقاطع غیر همسطح می‌باشد که یکی از آن‌ها روی رودخانه خشک بنا می‌شود.

## اهداف پروژه
تکمیل رینگ پیرامونی شهر، تسهیل در عبور و مرور، کاهش بار ترافیکی نقاطی چون، میدان الله (گلسرخ)، میدان شیرودی، بلوار فرصت شیرازی، خیابان شهید دوران، چهارراه شریف‌آباد و بلوار تخت جمشید، توسعهٔ محدودهٔ شهری، جلوگیری از ورود ترافیک به هسته مرکزی شهر و کوتاه نمودن زمان مسافرت درون‌شهری، ازجمله اهداف اجرای این پروژه می‌باشند.